# Brandenburger Tor (Kaliningrad)

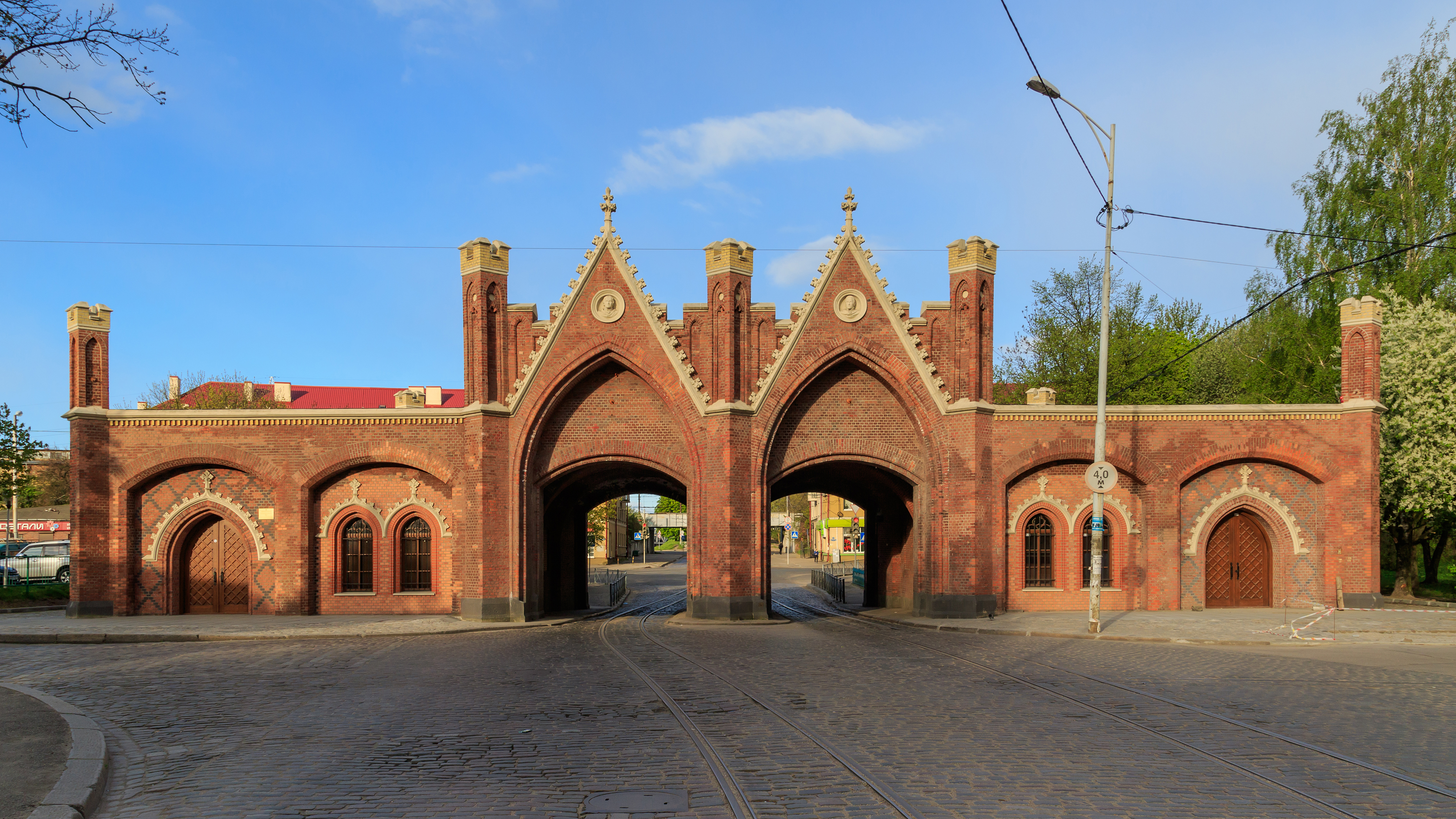
Das Brandenburger Tor (2017)

Das Brandenburger Tor (russisch Бранденбургские ворота Brandenburgskije worota) befindet sich in der russischen Stadt Kaliningrad, dem früheren preußischen Königsberg. Es steht in der Nähe des Südbahnhofs vor der Kreuzung der Straßen uliza Suworowa, Schelesnodoroschnaja uliza und uliza Bagrationa, welche durch das Tor hindurch führt.
Benannt ist es nach dem am Frischen Haff gelegenen kleinen ostpreußischen Ort Brandenburg, dem heutigen Uschakowo, in dessen Richtung die durch das Tor führende Straße geht. Es ist das einzige ehemalige Königsberger Stadttor, das heute noch durchfahren werden kann.

## Geschichte
Das Tor war ein Teil der Fortifikationsanlagen der Stadt Königsberg im Südwesten des Stadtteils Haberberg. 1860 wurde der Grundriss nach den militärischen Anforderungen der Zeit entworfen. Es hatte zwei Durchfahrten und die Kassetten waren mit Schießscharten versehen. An der Außenseite des Tores gab es einen Schutzgraben mit Zugbrücke. Am Brandenburger Tor liefen der erste und der zweite Schutzwall der Stadt zusammen. In der Schlacht um Königsberg wurden am Brandenburger Tor erbitterte Kämpfe ausgetragen. Bis 1945 verlief die Reichsstraße 1 durch das Tor. 1960 wurde es zu einem Kultur- und Baudenkmal erklärt.
Im Jahr 2012 wurde mit der Restaurierung begonnen, da die durchfahrenden Straßenbahnen durch starke Bodenerschütterungen dem Tor stark zugesetzt haben. Als erstes wird das marode Dach erneuert und anschließend die beschädigten Teile der Backsteinmauern repariert. Im Jahr 2013 sollen die beiden Hochreliefs restauriert werden. Der Abschluss der Arbeiten ist für 2014 geplant.

## Architektur
Die Fassade wurde unter der Regierungszeit des preußischen Königs Friedrich Wilhelm IV. vom Architekten Friedrich August Stüler gestaltet. Das Brandenburger Tor ist symmetrisch im Stil der Neogotik gebaut. Obwohl die Tore relativ niedrig sind, erzielt der Spitzbogen einen leicht und nach oben strebenden Eindruck. Diese Wirkung wird durch die zahlreichen Zierblüten aus Sandstein noch verstärkt. An den Torflanken befinden sich ausgebildete Bogeneingänge, die zu den inneren Kasematten des Tores führen. In die Richtung Stadt gekehrten Giebel sind zwei Hochreliefs eingelassen. Das linke stellt Hermann von Boyen und das rechte Ernst Ludwig von Aster dar.

## Bilder

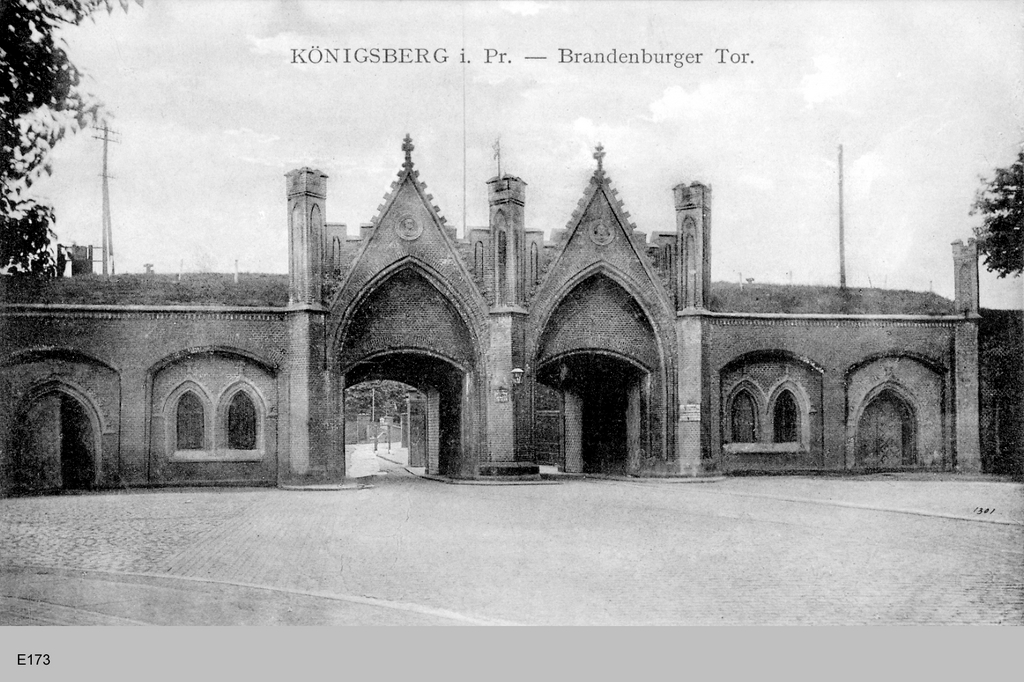
um 1914
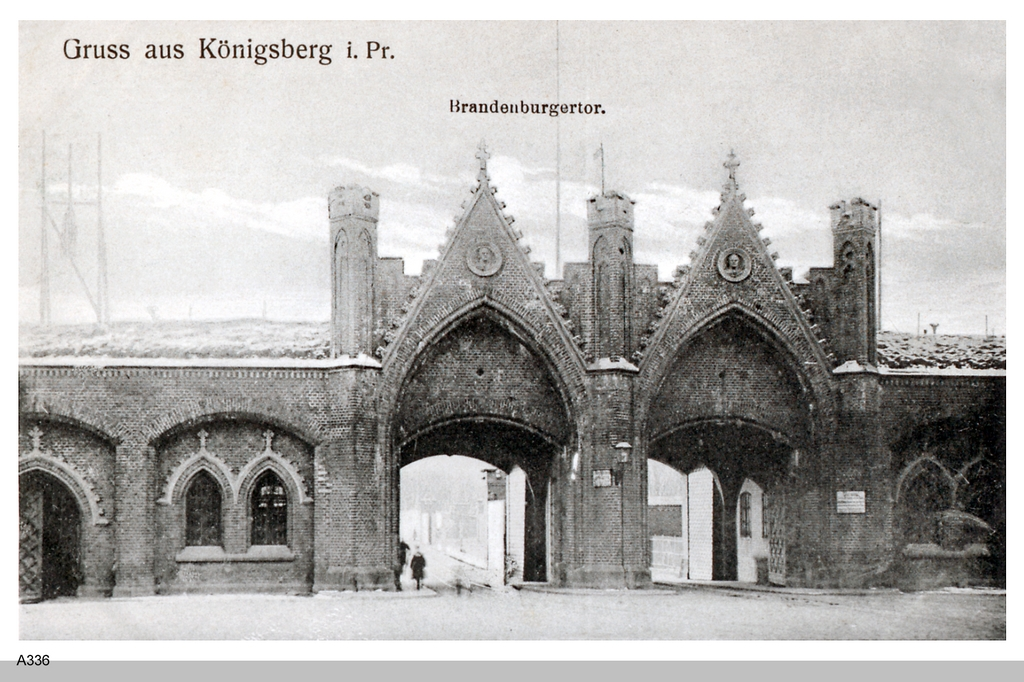
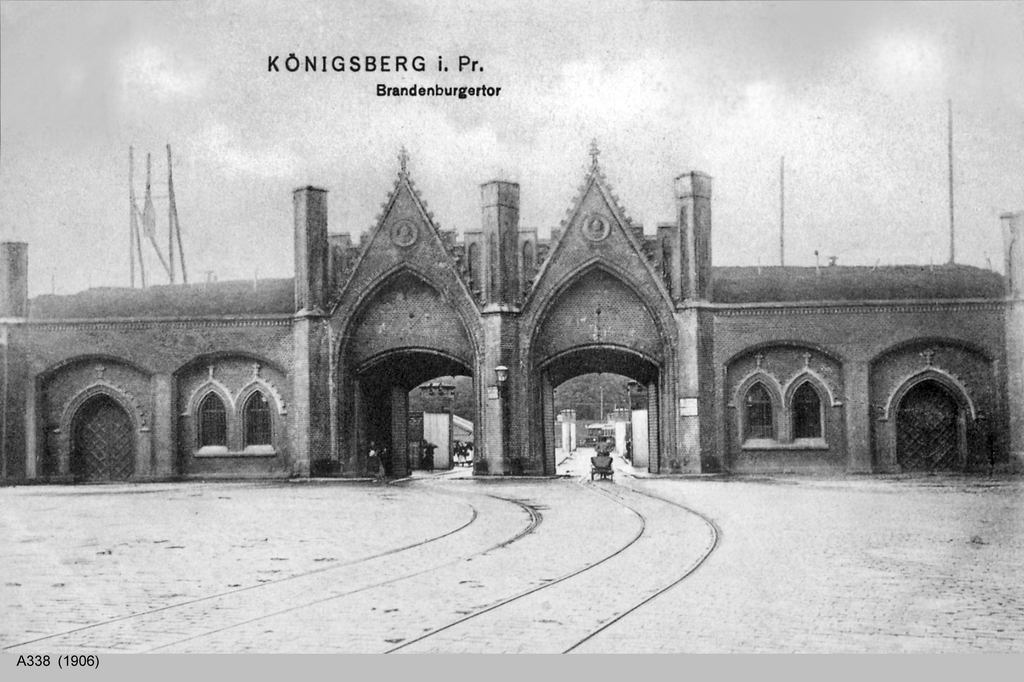
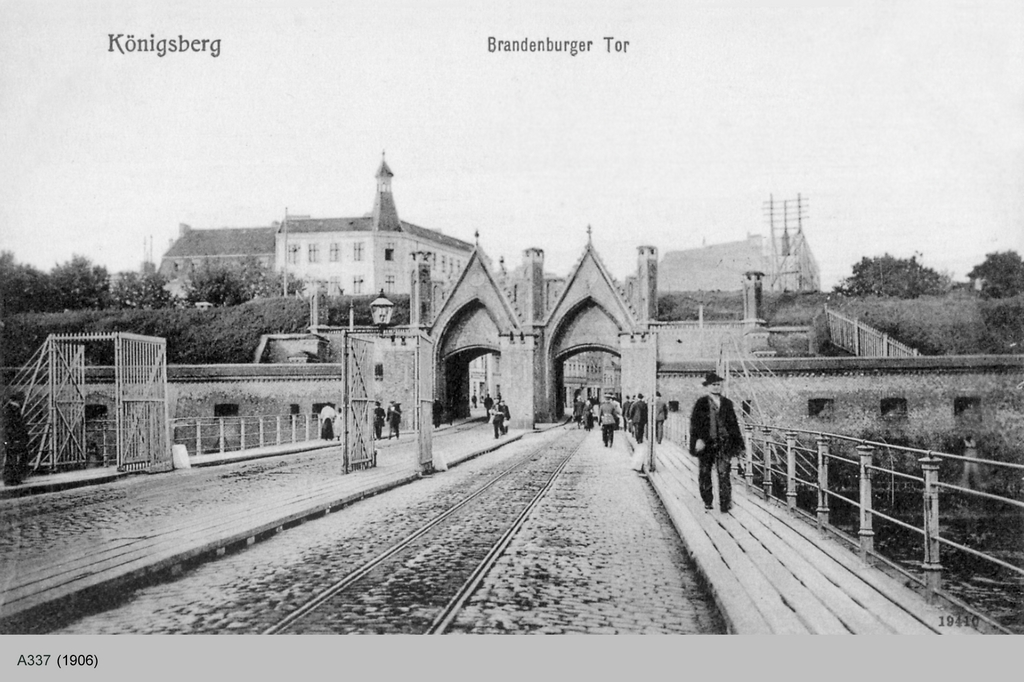
stadtauswärts über den Wallgraben
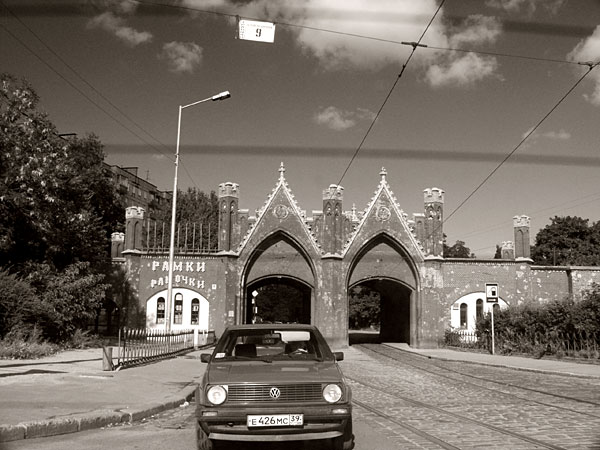
Das Brandenburger Tor in Königsberg/Kaliningrad
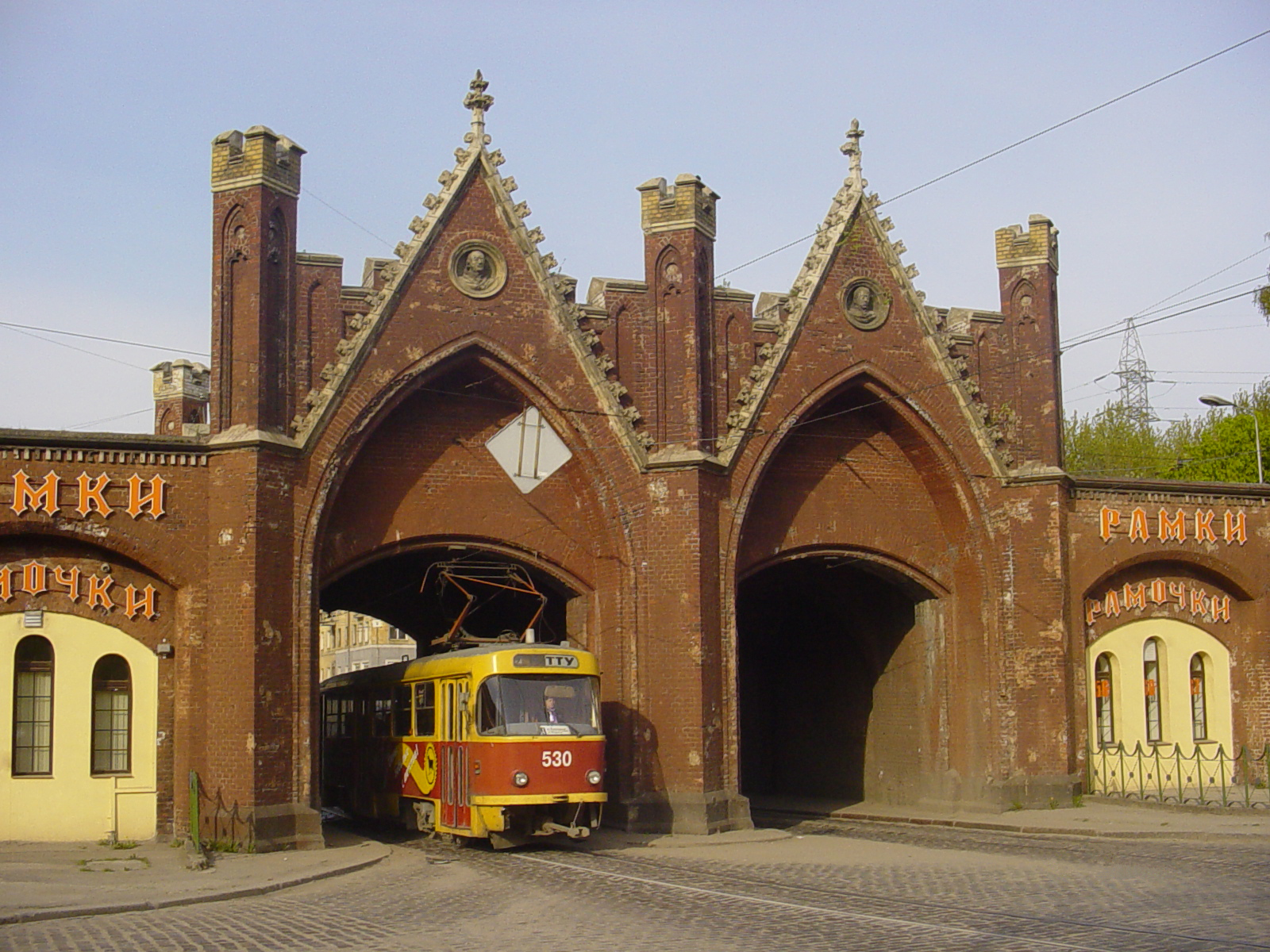
Das Brandenburger Tor mit einer „Tatra T4“ Tram im Jahr 2004